# Mark 54 MAKO
Mark 54 Lightweight Hybrid Torpedo (LHT) je američki laki hibridni torpedo namijenjen protupodmorničkoj borbi.

## Povijest
Torpedo je nastao suradnjom Raytheona i američke ratne mornarice kroz program razvoja lakog hibridnog torpeda jer su uočeni problemi na postojećim torpedima Mark 46 i Mark 50.
Mark 50 je razvijen kako bi se suprotstavio naprednim nuklearnim podmornicama kao što su sovjetske podmornice klase Alfa. Međutim, torpeda su bila previše skupa za borbu protiv relativno sporih konvencionalnih podmornica. Cijena jednog torpeda iznosila je tri milijuna USD. Stariji Mark 46 je dizajniran za borbu na otvorenom moru te se pokazao nepodobnim za obalno područje.
Sam Mark 54 je kombinirao navođenje i dijelove bojne glave od torpeda Mark 50 a pogonsku jedinicu od Mark 46 čime su poboljšane njegove performance za djelovanje u plitkoj vodi uz dodatak COTS tehnologije čime su se smanjili troškovi njegove proizvodnje. Sama američka mornarica razvila je elektroničke komponenete (elektronička obrada signala) i potreban softver.
Torpedo je dizajniran 1999. a u srpnju iste godine započela su njegova testiranja koja su do studenog uspješno završena. U travnju 2003. Raytheonu je dodijeljen ugovor ukupno vrijedan 25,1 milijun USD za proizvodnju 24 torpeda. Cjelovita serijska proizvodnja torpeda započela u listopadu 2004.
Torpedo se može ispaljivati s torpednih cijevi Mark 32, vertikalnih lansera ili većine letjelica namijenjenih protupodmorničkoj borbi.

## Korisnici

### Postojeći korisnici
- SAD: američka ratna mornarica.
- Australija: zemlja je u listopadu 2010. naručila više od 200 torpeda za potrebe Kraljevska australske ratne mornarice.[3]

### Potencijalni korisnici
- Indija: u lipnju 2011. je objavljena informacija da bi Indija mogla kupiti 32 laka torpeda Mark 54 zajedno uz pripadajuću opremu, dijelove te obuku osoblja i logističku potporu. Vrijednost cijelog posla iznosila bi 86 milijuna USD a sklopio bi se na temelju američke strane vojne prodaje.[4]